# Viana do Alentejo
Viana do Alentejo é uma vila portuguesa do Distrito de Évora, estando integrada na sub-região Alentejo Central (NUT III) da região Alentejo (NUT II), com 2 529 habitantes (2021).
É sede do Município de Viana do Alentejo que tem 393,67 km² de área e 5 319 habitantes (2021) e está subdividido em 3 freguesias. O município é limitado a norte pelo município de Montemor-o-Novo, a nordeste por Évora, a leste por Portel, a sueste por Cuba, a sul pelo Alvito e a sudoeste e oeste por Alcácer do Sal.

## Freguesias

Freguesias do Município de Viana do Alentejo.

O Município de Viana do Alentejo está dividido em 3 freguesias:

| - Aguiar - Alcáçovas - Viana do Alentejo |

## Património
- Castelo de Viana do Alentejo
- Igreja Matriz de Viana do Alentejo
- Santuário de Nossa Senhora d'Aires

## Personalidades destacadas
- António Isidoro de Sousa (1843–1914) - Veterinário e empresário, presidente da Câmara Municipal de Viana do Alentejo
- António de Sousa Faria e Mello (1942–2006) - Primeiro piloto de aviões paraplégico a atravessar todos os oceanos do mundo sozinho, missionário e escritor
- António Francisco Cardim (1596–1659) - Sacerdote Jesuíta
- Aleixo de Abreu (1568–1630) - Médico
- Duarte Lobo (1565–1646) - Compositor da época do Renascimento
- Fernão Cardim (1549–1625) - Jesuíta
- Joana da Gama - Escritora portuguesa do Século XVI
- José Fernando de Sousa (1855–1942) - Engenheiro, jornalista, escritor, político e militar
- Luís de Sousa Faria e Melo (1820–?) Político
- Manuel Luís Loureiro - Boticário e escritor
- Ricardo Rosa y Alberty (1882–1977) - Escritor e professor, defensor da soberania portuguesa em Olivença
- Simão Mascarenhas (1571–1624) - Frade franciscano
- Tomás Ribeiro (1831–1901) - Escritor

## Geminação
Viana do Alentejo possui acordos de geminação com: 
| - Igarassu, Brasil - Porto Seguro, Brasil - Viana, Brasil |

## Galeria

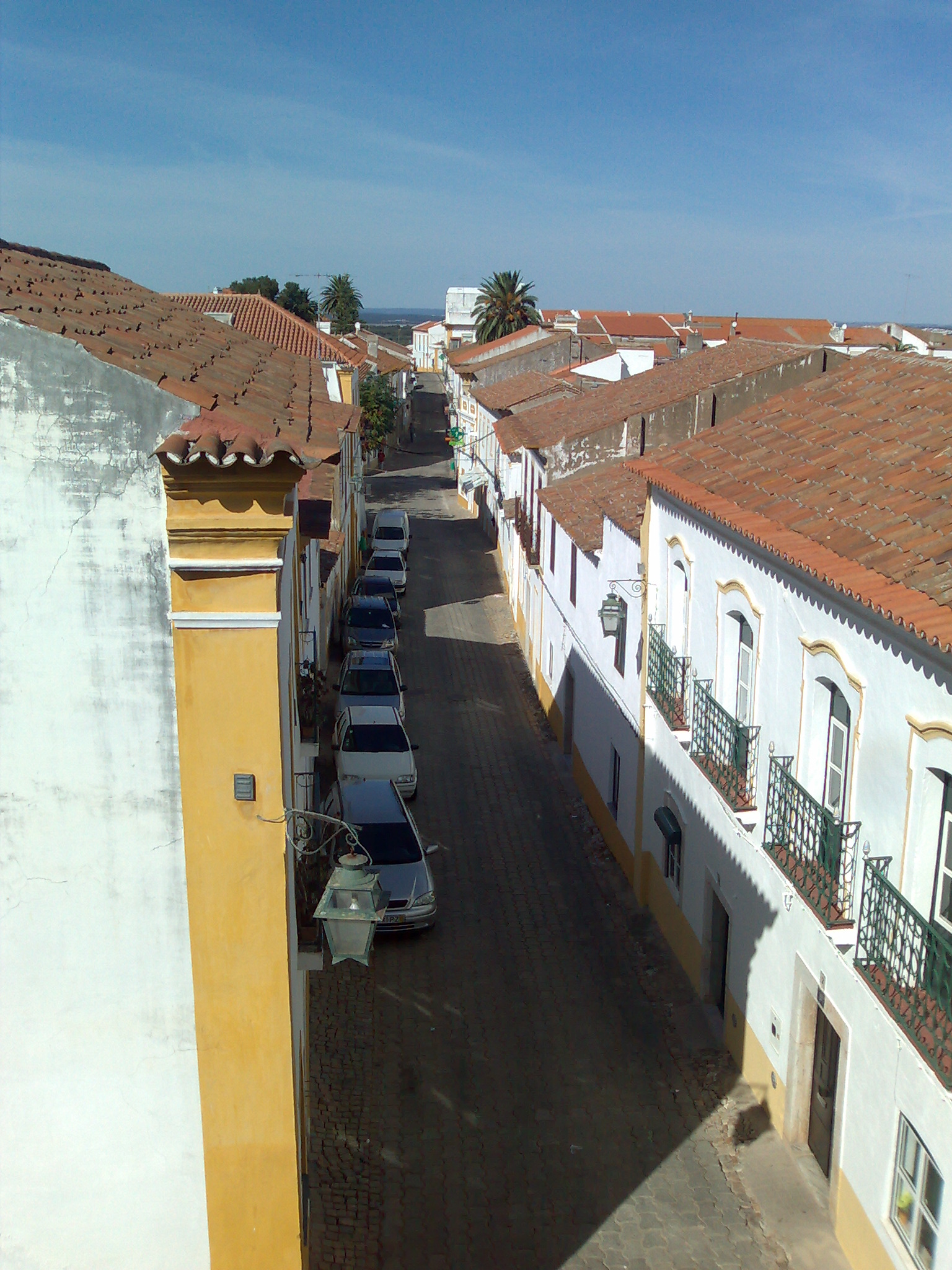
Rua Cândido dos Reis vista do castelo
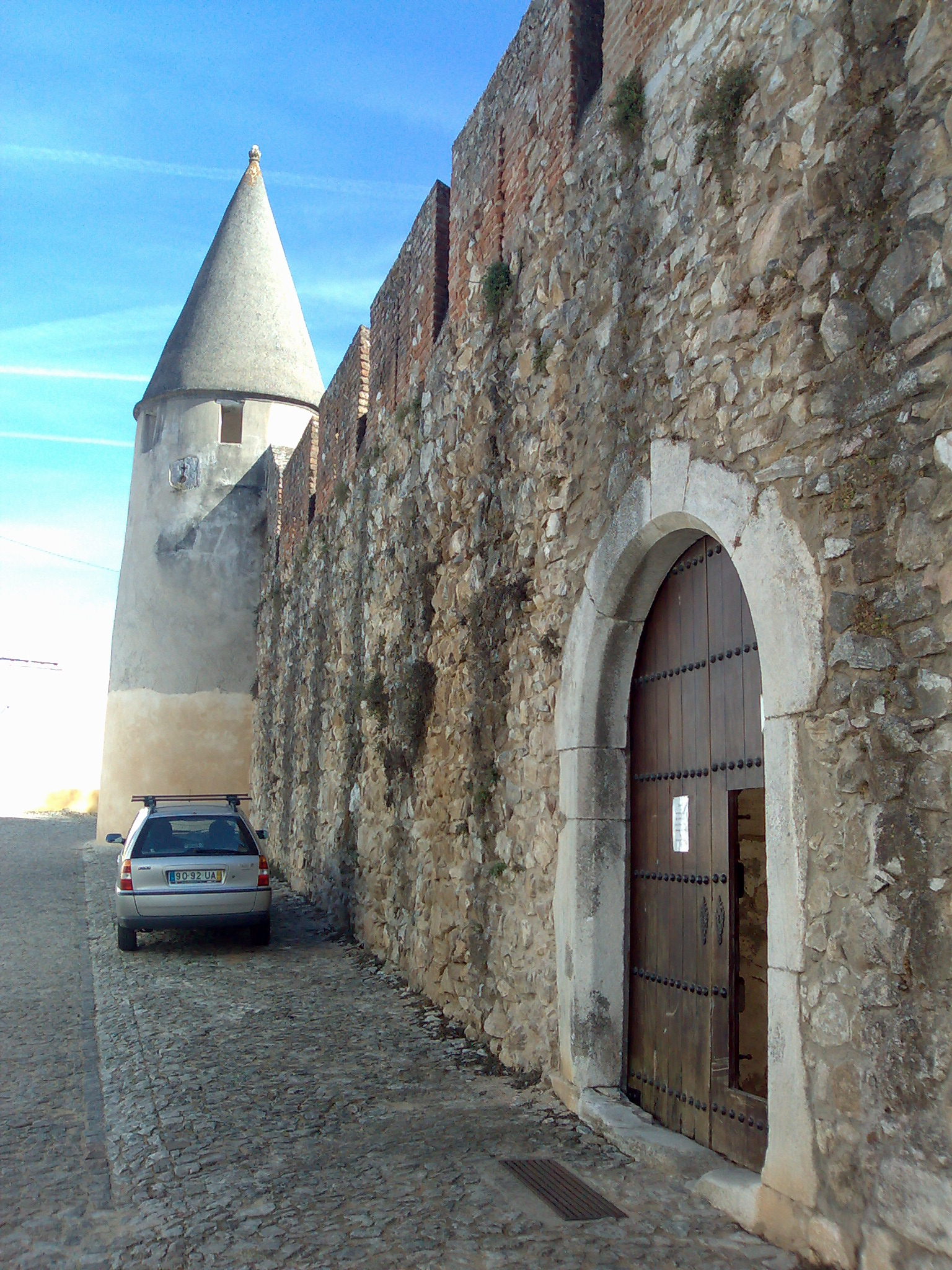
Castelo, porta norte
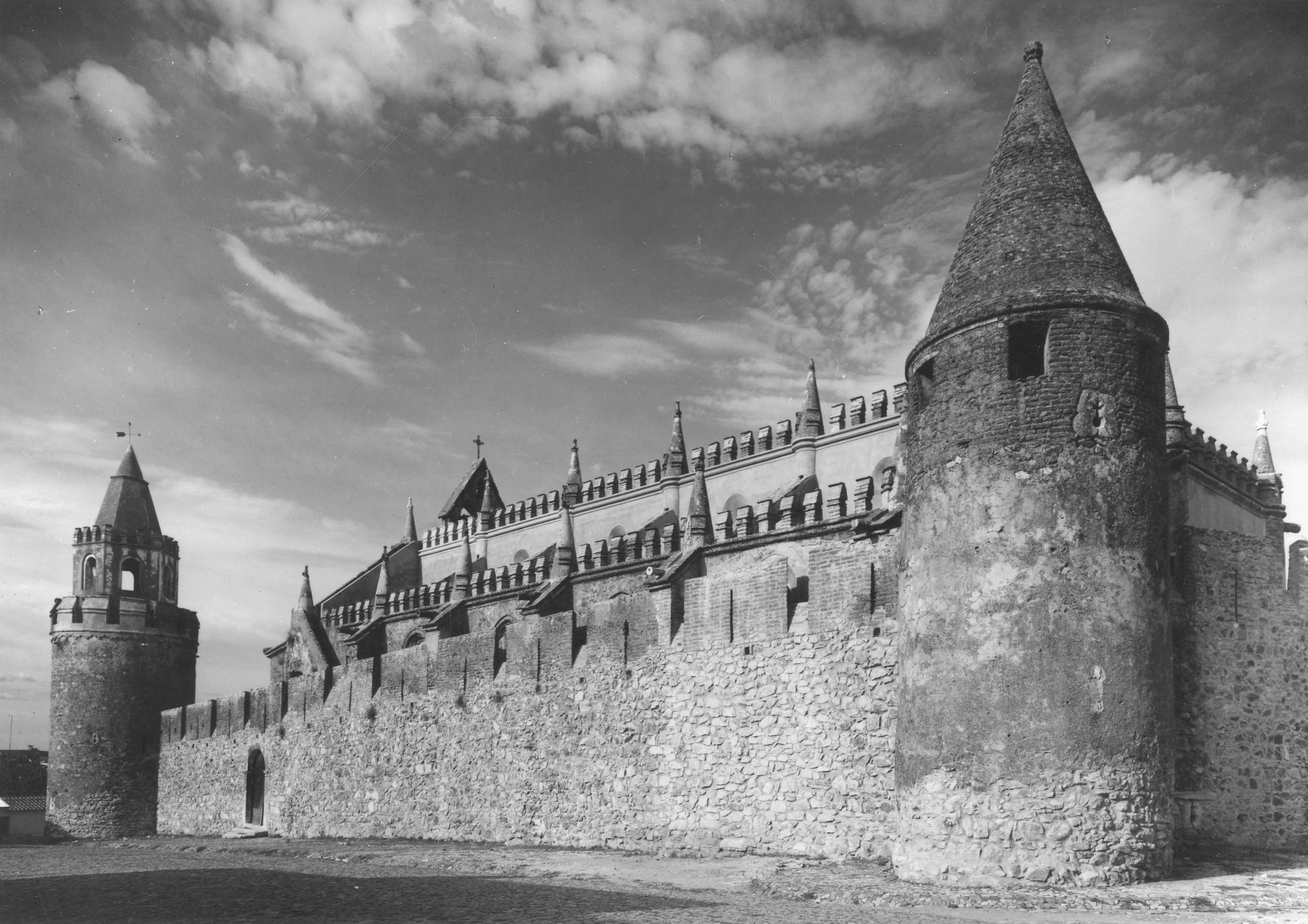
Castelo, 1954 (fotografia de Mário Novais)

## Evolução da População do Município
De acordo com os dados do INE o distrito de Évora registou em 2021 um decréscimo populacional na ordem dos 8.5% relativamente aos resultados do censo de 2011. No Município de Viana do Alentejo esse decréscimo rondou os 7.4%. 
| Número de habitantes ★ | Número de habitantes ★ | Número de habitantes ★ | Número de habitantes ★ | Número de habitantes ★ | Número de habitantes ★ | Número de habitantes ★ | Número de habitantes ★ | Número de habitantes ★ | Número de habitantes ★ | Número de habitantes ★ | Número de habitantes ★ | Número de habitantes ★ | Número de habitantes ★ | Número de habitantes ★ | Número de habitantes ★ |
| ---------------------- | ---------------------- | ---------------------- | ---------------------- | ---------------------- | ---------------------- | ---------------------- | ---------------------- | ---------------------- | ---------------------- | ---------------------- | ---------------------- | ---------------------- | ---------------------- | ---------------------- | ---------------------- |
| 1864                   | 1878                   | 1890                   | 1900                   | 1911                   | 1920                   | 1930                   | 1940                   | 1950                   | 1960                   | 1970                   | 1981                   | 1991                   | 2001                   | 2011                   | 2021                   |
| 3 984                  | 4 193                  | 4 678                  | 5 065                  | 6 334                  | 7 025                  | 7 814                  | 9 265                  | 9 779                  | 9 237                  | 6 005                  | 6 188                  | 5 720                  | 5 615                  | 5 743                  | 5 318                  |

★ Número de habitantes "residentes", ou seja, que tinham a residência oficial neste município à data em que os censos se realizaram.
| Número de habitantes por Grupo Etário ★★ | Número de habitantes por Grupo Etário ★★ | Número de habitantes por Grupo Etário ★★ | Número de habitantes por Grupo Etário ★★ | Número de habitantes por Grupo Etário ★★ | Número de habitantes por Grupo Etário ★★ | Número de habitantes por Grupo Etário ★★ | Número de habitantes por Grupo Etário ★★ | Número de habitantes por Grupo Etário ★★ | Número de habitantes por Grupo Etário ★★ | Número de habitantes por Grupo Etário ★★ | Número de habitantes por Grupo Etário ★★ | Número de habitantes por Grupo Etário ★★ | Número de habitantes por Grupo Etário ★★ |
| ---------------------------------------- | ---------------------------------------- | ---------------------------------------- | ---------------------------------------- | ---------------------------------------- | ---------------------------------------- | ---------------------------------------- | ---------------------------------------- | ---------------------------------------- | ---------------------------------------- | ---------------------------------------- | ---------------------------------------- | ---------------------------------------- | ---------------------------------------- |
|                                          | 1900                                     | 1911                                     | 1920                                     | 1930                                     | 1940                                     | 1950                                     | 1960                                     | 1970                                     | 1981                                     | 1991                                     | 2001                                     | 2011                                     | 2021                                     |
| 0-14 Anos                                | 1 639                                    | 2 181                                    | 1 483                                    | 2 779                                    | 3 178                                    | 3 031                                    | 2 436                                    | 1 245                                    | 1 199                                    | 986                                      | 831                                      | 823                                      | 684                                      |
| 15-24 Anos                               | 870                                      | 1 045                                    | 1 583                                    | 1 440                                    | 1 633                                    | 1 749                                    | 1 604                                    | 930                                      | 949                                      | 717                                      | 728                                      | 582                                      | 536                                      |
| 25-64 Anos                               | 2 204                                    | 2 605                                    | 3 661                                    | 3 201                                    | 3 829                                    | 4 354                                    | 4 443                                    | 3 090                                    | 2 968                                    | 2 758                                    | 2 655                                    | 2 871                                    | 2 708                                    |
| = ou > 65 Anos                           | 299                                      | 360                                      | 256                                      | 421                                      | 480                                      | 640                                      | 754                                      | 905                                      | 1 072                                    | 1 259                                    | 1 401                                    | 1 467                                    | 1 390                                    |

★★ De 1900 a 1950 os dados referem-se à população "de facto", ou seja, que estava presente no concelho à data em que os censos se realizaram. Daí que se registem algumas diferenças relativamente à designada população residente

## Política

### Eleições autárquicas[9]
| Data | %            | V            | %     | V     | %      | V      | %              | V       | %              | V      | %              | V       | %       | V       | %              | V   | %   | V   | Participação |                |
| Data | FEPU/APU/CDU | FEPU/APU/CDU | PS    | PS    | GDUP   | GDUP   | PPD/PSD        | PPD/PSD | UDP/BE         | UDP/BE | CDS-PP         | CDS-PP  | PSD/CDS | PSD/CDS | MPT            | MPT | PPM | PPM | Participação |                |
| ---- | ------------ | ------------ | ----- | ----- | ------ | ------ | -------------- | ------- | -------------- | ------ | -------------- | ------- | ------- | ------- | -------------- | --- | --- | --- | ------------ | -------------- |
| Data | 1976         | 50,56        | 3     | 35,97 | 2      | 5,16   | -              |         |                |        |                |         |         |         |                |     |     |     |              | 69,69 / 100,00 |
| 1979 | 60,24        | 4            | 19,42 | 1     |        |        | 14,96          | -       | 1,88           | -      | 76,88 / 100,00 |         |         |         |                |     |     |     |              |                |
| 1982 | 60,99        | 4            | 21,65 | 1     | 12,34  | -      |                |         | 77,93 / 100,00 |        |                |         |         |         |                |     |     |     |              |                |
| 1985 | 64,47        | 4            | 30,96 | 1     |        |        | 70,69 / 100,00 |         |                |        |                |         |         |         |                |     |     |     |              |                |
| 1989 | 39,75        | 2            | 44,72 | 3     | 11,03  | -      | 67,42 / 100,00 |         |                |        |                |         |         |         |                |     |     |     |              |                |
| 1993 | 44,69        | 3            | 29,06 | 1     | 19,21  | 1      | 2,30           | -       | 69,62 / 100,00 |        |                |         |         |         |                |     |     |     |              |                |
| 1997 | 53,18        | 3            | 27,35 | 2     | 13,27  | -      | 1,58           | -       | 62,11 / 100,00 |        |                |         |         |         |                |     |     |     |              |                |
| 2001 | 50,61        | 3            | 30,27 | 2     | 14,76  | -      | 0,89           | -       | 62,12 / 100,00 |        |                |         |         |         |                |     |     |     |              |                |
| 2005 | 53,24        | 3            | 22,86 | 1     | 19,10  | 1      |                |         | 62,49 / 100,00 |        |                |         |         |         |                |     |     |     |              |                |
| 2009 | 38,23        | 2            | 52,06 | 3     | 5,67   | -      | 1,47           | -       | 68,61 / 100,00 |        |                |         |         |         |                |     |     |     |              |                |
| 2013 | 30,98        | 2            | 60,42 | 3     | 4,67   | -      |                |         | 63,52 / 100,00 |        |                |         |         |         |                |     |     |     |              |                |
| 2017 | 39,97        | 2            | 52,01 | 3     | 5,57   | -      | 66,33 / 100,00 |         |                |        |                |         |         |         |                |     |     |     |              |                |
| 2021 | 37,36        | 2            | 33,03 | 2     | CDS-PP | CDS-PP | PPD/PSD        | PPD/PSD | 26,99          | 1      | PSD/CDS        | PSD/CDS | PSD/CDS | PSD/CDS | 65,80 / 100,00 |     |     |     |              |                |

### Eleições legislativas
| Data | %     | %     | %    | %     | %     | %        | %     | %     | %     | %     | %    | %   | %       | % | %  | %  |
| Data | PCP   | PS    | CDS  | PSD   | UDP   | APU/ CDU | AD    | FRS   | PRD   | PSN   | BE   | PAN | PSD CDS | L | CH | IL |
| ---- | ----- | ----- | ---- | ----- | ----- | -------- | ----- | ----- | ----- | ----- | ---- | --- | ------- | - | -- | -- |
| 1976 | 48,07 | 25,93 | 8,12 | 6,12  | 3,27  |          |       |       |       |       |      |     |         |   |    |    |
| 1979 | APU   | 14,74 | AD   | AD    | 1,90  | 55,57    | 20,28 |       |       |       |      |     |         |   |    |    |
| 1980 | APU   | FRS   | AD   | AD    | 1,40  | 53,04    | 22,40 | 15,35 |       |       |      |     |         |   |    |    |
| 1983 | APU   | 21,10 | 2,22 | 14,59 | 0,91  | 55,19    |       |       |       |       |      |     |         |   |    |    |
| 1985 | APU   | 14,55 | 1,99 | 13,59 | 1,29  | 49,08    | 11,84 |       |       |       |      |     |         |   |    |    |
| 1987 | CDU   | 14,11 | 1,36 | 24,26 | 0,63  | 45,67    | 5,26  |       |       |       |      |     |         |   |    |    |
| 1991 | CDU   | 23,09 | 2,14 | 30,57 |       | 33,23    | 0,84  | 1,07  |       |       |      |     |         |   |    |    |
| 1995 | CDU   | 37,63 | 3,76 | 17,00 | 1,24  | 33,41    |       |       |       |       |      |     |         |   |    |    |
| 1999 | CDU   | 40,68 | 3,67 | 14,36 |       | 33,48    | 0,50  | 1,12  |       |       |      |     |         |   |    |    |
| 2002 | CDU   | 38,69 | 3,03 | 21,03 | 29,92 |          | 1,59  |       |       |       |      |     |         |   |    |    |
| 2005 | CDU   | 46,46 | 2,37 | 12,32 | 28,62 | 4,38     |       |       |       |       |      |     |         |   |    |    |
| 2009 | CDU   | 31,54 | 4,97 | 13,92 | 31,36 | 11,08    |       |       |       |       |      |     |         |   |    |    |
| 2011 | CDU   | 25,56 | 7,08 | 21,59 | 31,12 | 5,56     | 1,08  |       |       |       |      |     |         |   |    |    |
| 2015 | CDU   | 36,61 | PSD  | CDS   | 29,17 | 8,70     | 0,61  | 18,16 | 0,54  |       |      |     |         |   |    |    |
| 2019 | CDU   | 36,66 | 3,69 | 12,48 | 26,03 | 8,05     | 1,64  |       | 0,45  | 3,20  | 0,49 |     |         |   |    |    |
| 2022 | CDU   | 40,25 | 1,39 | 16,19 | 21,86 | 3,05     | 0,81  | 0,46  | 11,68 | 1,73  |      |     |         |   |    |    |
| 2024 | CDU   | 28,31 | AD   | AD    | 15,63 | 16,44    | 5,84  | 1,38  | 1,67  | 24,65 | 2,05 |     |         |   |    |    |